# Arensdorf (Köthen)

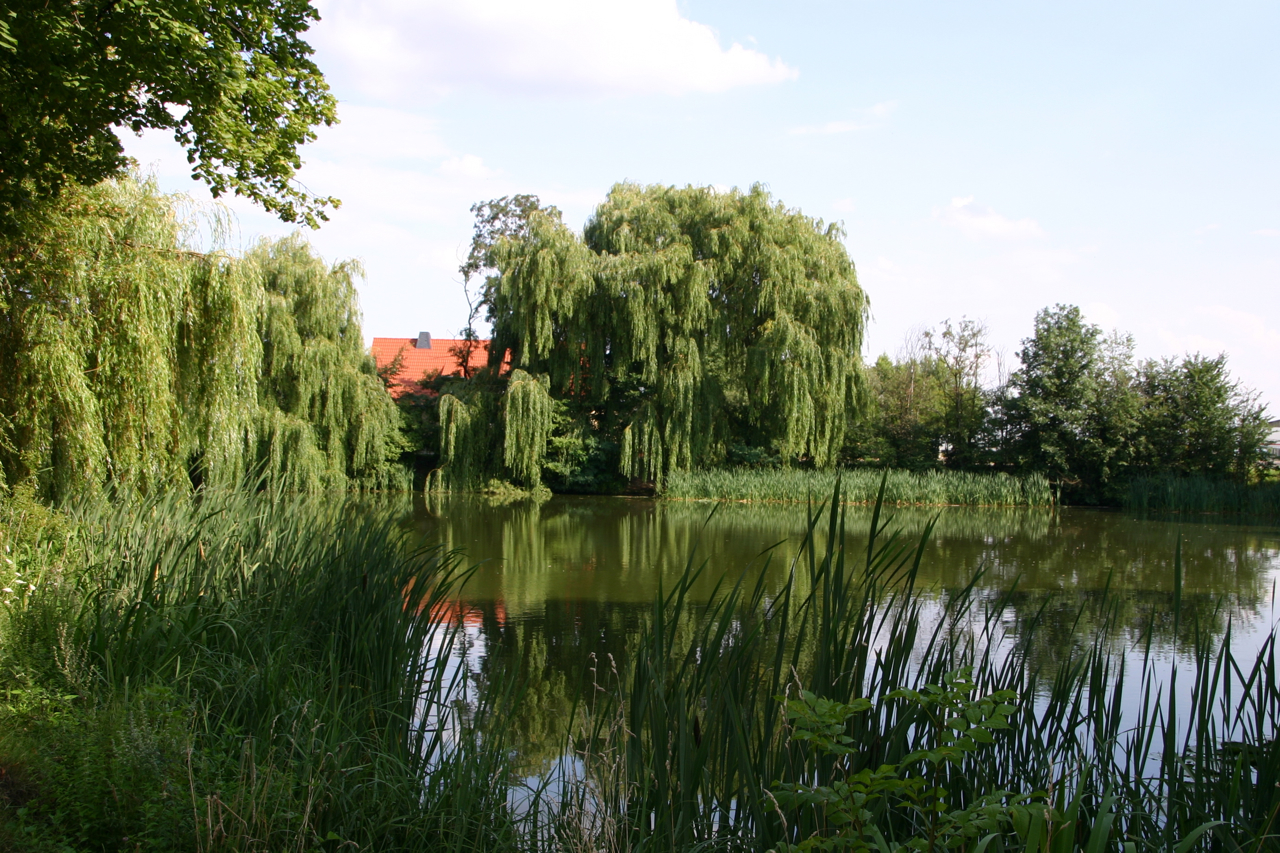
Der Dorfteich

Arensdorf ist ein Dorf im Landkreis Anhalt-Bitterfeld in Sachsen-Anhalt. Das Dorf gehört zur Stadt Köthen (Anhalt), Ortsbürgermeister ist Tobias Kasperski.

## Geographische Lage
Etwa vier Kilometer nördlich der Ortschaft beginnt die Stadt Köthen (Anhalt). Baasdorf liegt etwa 1,5 Kilometer westlich von Arensdorf, Gahrendorf etwa zwei Kilometer südlich. Etwa drei Kilometer südöstlich liegt das Dorf Prosigk.

## Geschichte
Die erste urkundliche Erwähnung von Arensdorf stammt aus dem Jahr 1283. Besitzer der Güter war zu dieser Zeit die Familie von Isenborch. 1362 gehörten zu Arensdorf 25 Zehnthufen.
Das Rittergut Großweißandt mit seinem Vorwerk Gahrendorf im Fürstentum Anhalt-Köthen wurde 1751 von der Harbker Linie an die Ostrauer Linie der Familie von Veltheim übertragen.
1995 bildete Arensdorf mit Baasdorf und Köthen eine Verwaltungsgemeinschaft. Am 1. Januar 2004 wurde der Ort dann nach Köthen eingemeindet.

## Sehenswürdigkeiten

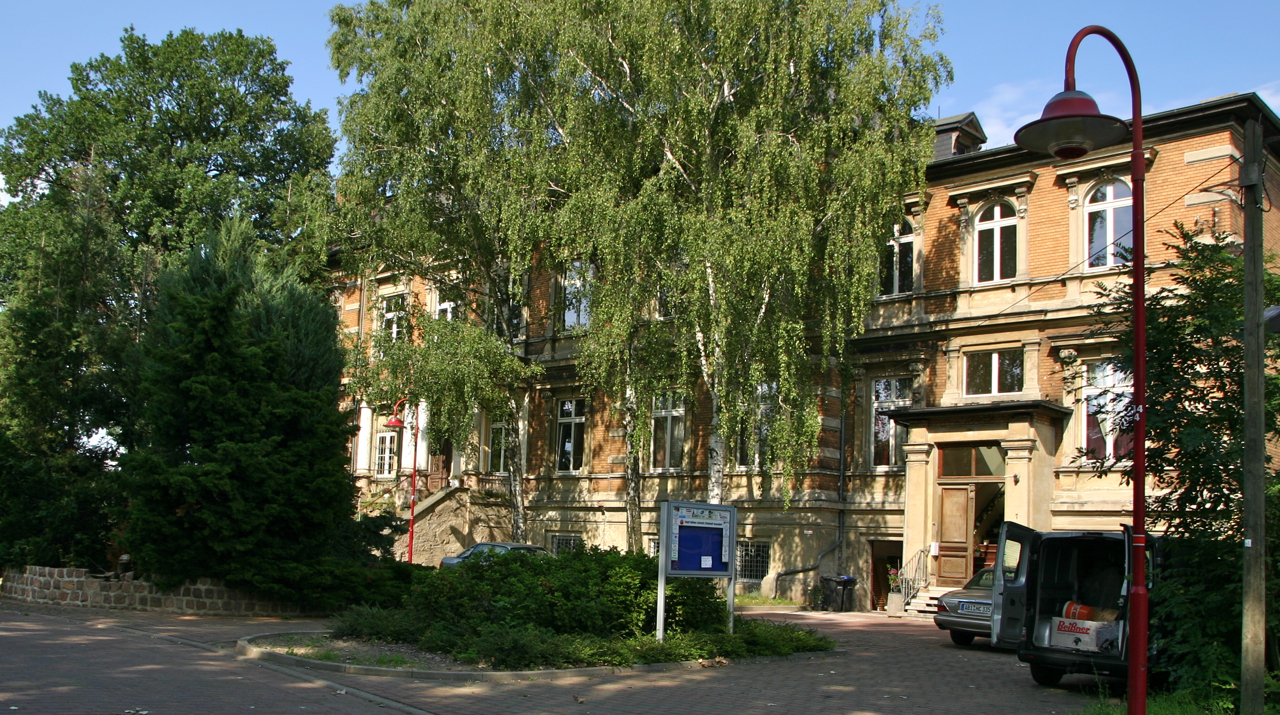
Das Gutshaus

Gutshaus von 1870  mit Park am Pappelplatz

## Verkehr

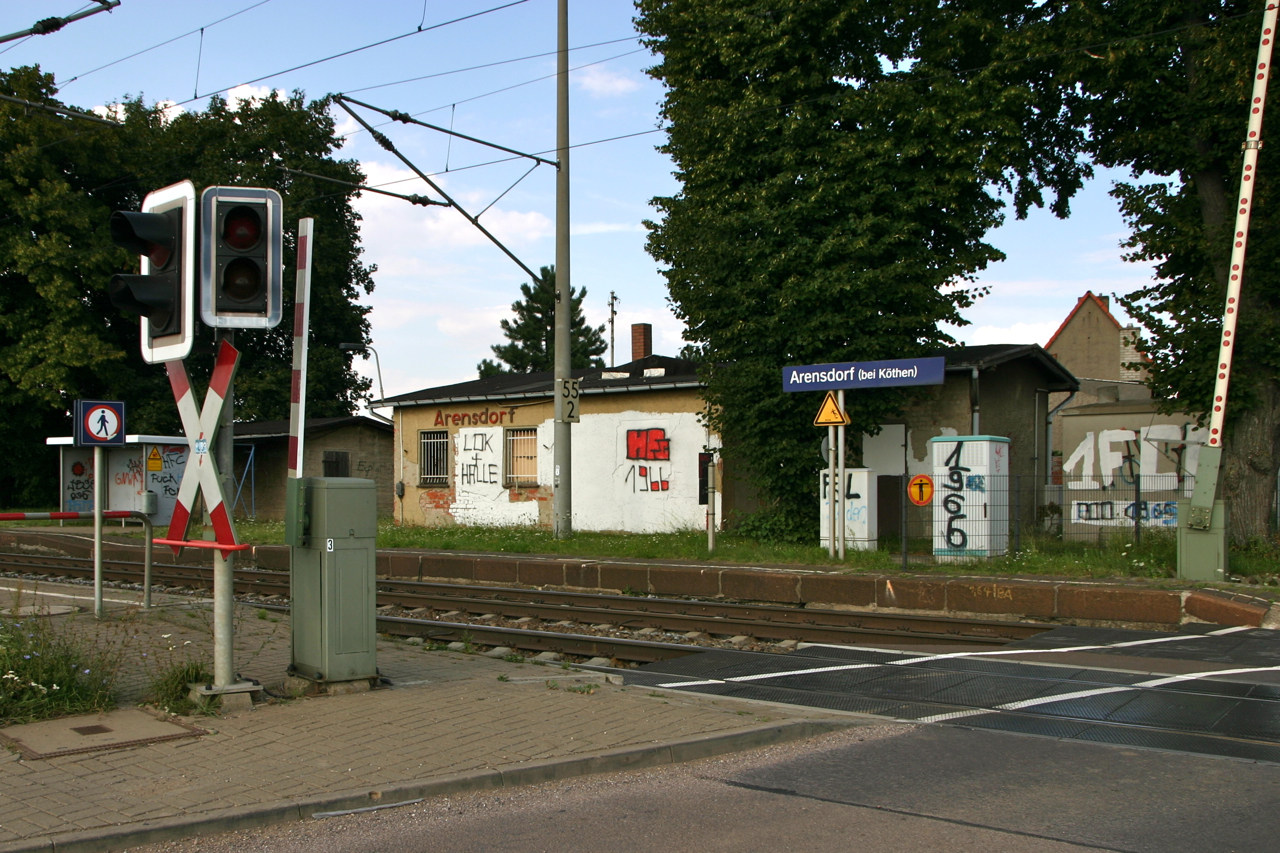
Haltepunkt Arensdorf (b Köthen)

Arensdorf verfügt am Westrand des Ortes über einen eigenen Haltepunkt an der Bahnstrecke Magdeburg–Leipzig. Dieser wird stündlich durch die Linie RE 30 in jeder Richtung bedient, was eine gute schienentechnische Anbindung an die Großstädte des Landes gewährleistet.
Etwa einen Kilometer östlich der Ortschaft verläuft die Bundesstraße 183.